# Confeccionarios
Confeccionarios es un caserío peruano ubicado en el distrito de Yamango, perteneciente a la provincia de Morropón del departamento de Piura, al norte del Perú. 

## Ubicación
Confeccionarios se ubica al noreste de la provincia de Morropón, en el distrito de Yamango, en el departamento de Piura. 

## Demografía
En 2017 Confeccionarios tenía una población de 160 habitantes.
| Gráfica de evolución demográfica de Confeccionarios entre 1993 y 2017 |
|                                                                       |
| Fuentes: Población 1993 y 2017                                        |